# 본그림자

지구의 그림자. D 부분이 반그림자, E 부분이 본그림자이다.

본그림자(本—) 또는 본영(本影)은 그림자의 가장 어두운 부분을 말한다. 본그림자 안에서는 광원이 장애물에 완전히 가로막혀 보이지 않는다. 반대로 반그림자 안에서는 광원의 일부만 가로막혀 옅은 그림자가 만들어진다.
점광원에서는 반그림자가 생기지 않는다. 태양은 구이므로 반그림자를 만든다. 일식이나 월식에서 진그림자 안에서는 개기식, 반그림자 안에서는 부분식이 일어난다.